# Habitatge al carrer Santa Teresa, 1 (Begur)
L'Habitatge al carrer Santa Teresa, 1 és una obra eclèctica de Begur (Baix Empordà) inclosa a l'Inventari del Patrimoni Arquitectònic de Catalunya.

## Descripció
Edifici entre mitgeres, de planta baixa i dos pisos. Presenta una composició simètrica de façana, amb tres obertures d'arc carpanell per pis. A la planta baixa hi ha, centrada, la porta d'accés, amb les inicials JG i la data del 1885, i a ambdós costats finestres; al primer pis hi ha un balcó corregut de tres obertures sostingut per mènsules vegetals i figuratives (les dues del centre són caps femenins); al segon pis hi ha tres balcons, el central de poca volada. El coronament és amb cornisa i barana de terracota.
A la part posterior hi ha una gran galeria en forma d'ela, sostinguda per pilars poligonals i amb arcs escarsers, que conserva restes de pintures.